# 1914년/1918년 세계대전 명예십자장
1914년/1918년 세계대전 명예십자장(독일어: Das Ehrenkreuz des Weltkriegs 1914/1918)은 1934년 7월 13일 독일 바이마르 공화국 대통령 파울 폰 힌덴부르크가 제1차 세계대전 참전군인을 위해 제정한 훈장이다. 흔히 힌덴부르크 십자장(Hindenburg Cross)이라고도 하지만 정확한 명칭은 아니다.
독일 제국 시절 전쟁 참전자들을 위해 제정된 최초의 국가 공식 훈장이다. 이후 집권한 나치 정권은 이 훈장만을 유일한 1차대전 참전용사 훈장으로 인정하고 여타 준군사조직 등에서 발행한 훈장의 패용을 금지시켰다.
세계대전 명예십자장은 다음 세 가지 종류가 있다.
- 전선전투원 명예십자장(Ehrenkreuz für Frontkämpfer) - 전투원에게 수여. 십자에 검이 추가.
- 참전자 명예십자장(Ehrenkreuz für Kriegsteilnehmer) - 비전투원에게 수여. 검 없음.
- 참전전몰자 미망인·부모·친지 등 유가족 명예십자장(Ehrenkreuz für die hinterbliebene Witwen und Eltern gefallener Kriegsteilnehmer) - 유가족들에게 수여. 검 없음.[1]